# 食其家
食其家（日语：／  */?）是源自日本的跨國日式快餐連鎖店品牌，隸屬於日本連鎖餐廳企業善商控股旗下，主力產品為丼物及日式咖哩飯。其與吉野家、松屋食品並稱為「牛丼御三家」，於日本國內的分店數量為御三家之首。
Sukiya目前在日本拥有约2千家店铺，在中國大陸拥有296家店铺，在台灣有71家店舖，另外也在巴西、墨西哥、泰國、馬來西亞、越南、印尼、新加坡、菲律賓及香港都設有分店。

## 沿革
- 1982年11月，食其家1號店在神奈川縣横濱市開店。
- 2004年2月5日，由於日本政府禁止進口美國牛肉，食其家暫停販賣牛丼。9月17日，食其家將牛丼食材更換成澳洲牛肉，重新販賣牛丼。
- 2012年5月，食其家首次進駐關西國際機場客運大樓的『町家小路』商店街，並正式營業。
- 2013年10月10日，食其家正式開設官方購物網站e-shop!。
- 2014年，位於山手線、中央線、京濱東北線沿線地域的食其家84家分店首先導入Suica付款。
- 2017年9月，食其家部分分店開始支援支付寶付款。

## 廣告代言
至今演出者
- 香蕉人
- 安めぐみ（善商（日语：ゼンショー）「すき家」2016年）
- 戶田惠梨香（牛丼弁当；牛丼便當）
- 石原聰美

## 店舖

### 日本國內

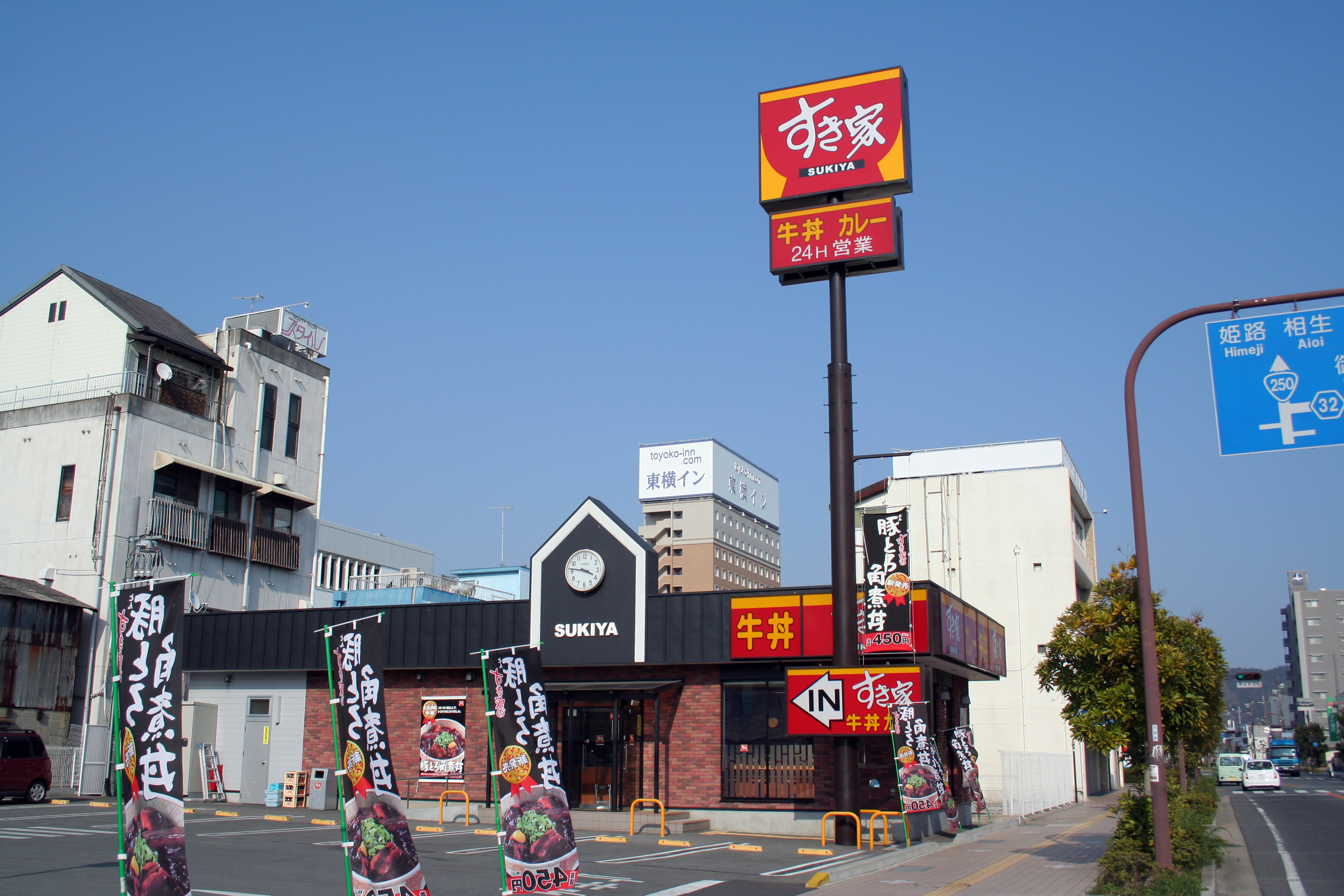
一家位於日本兵庫縣的食其家門市（郊區型店舖）。其旗下部分門市為24小時營業。
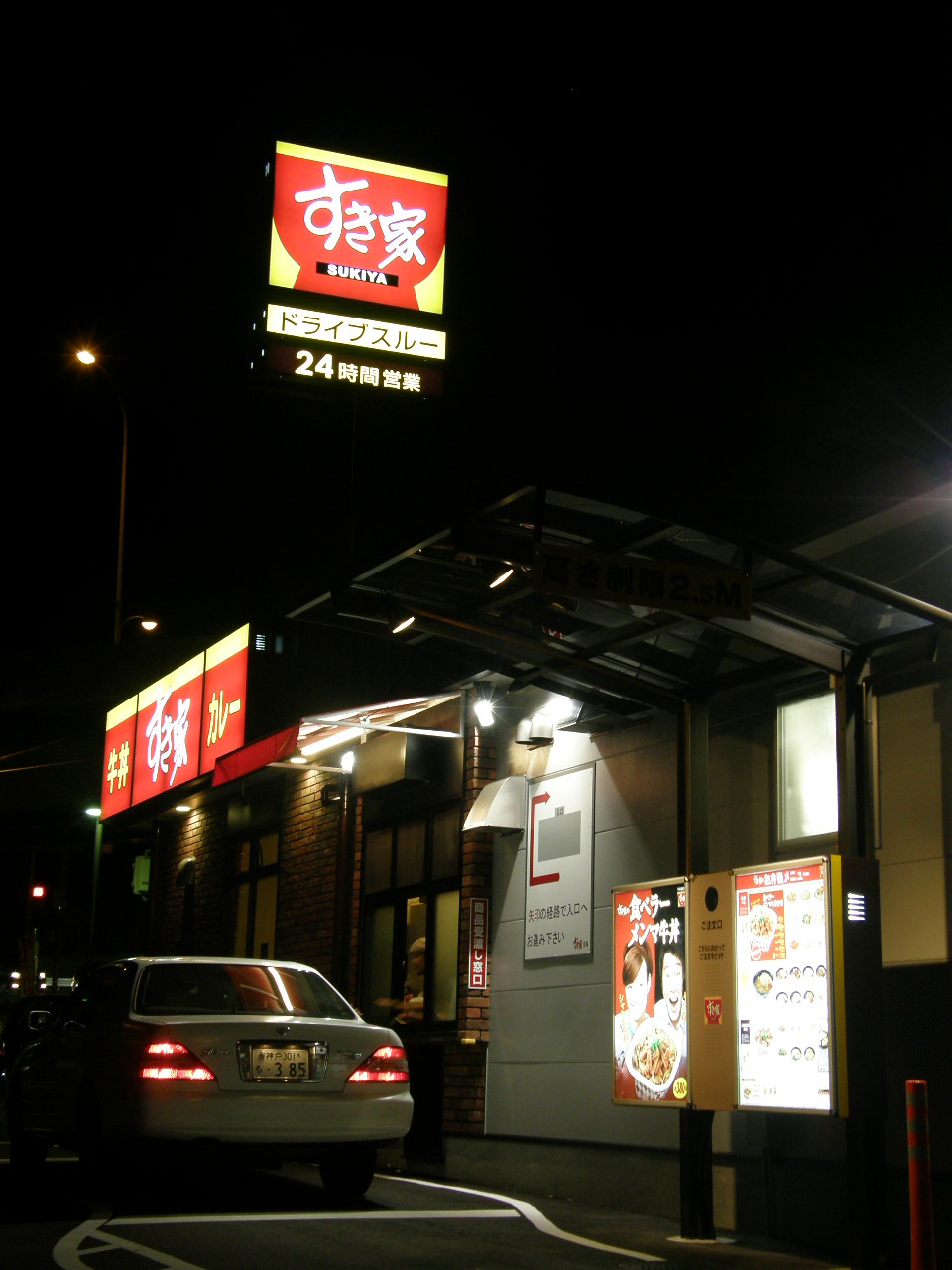
一家汽车餐厅（須磨車店）
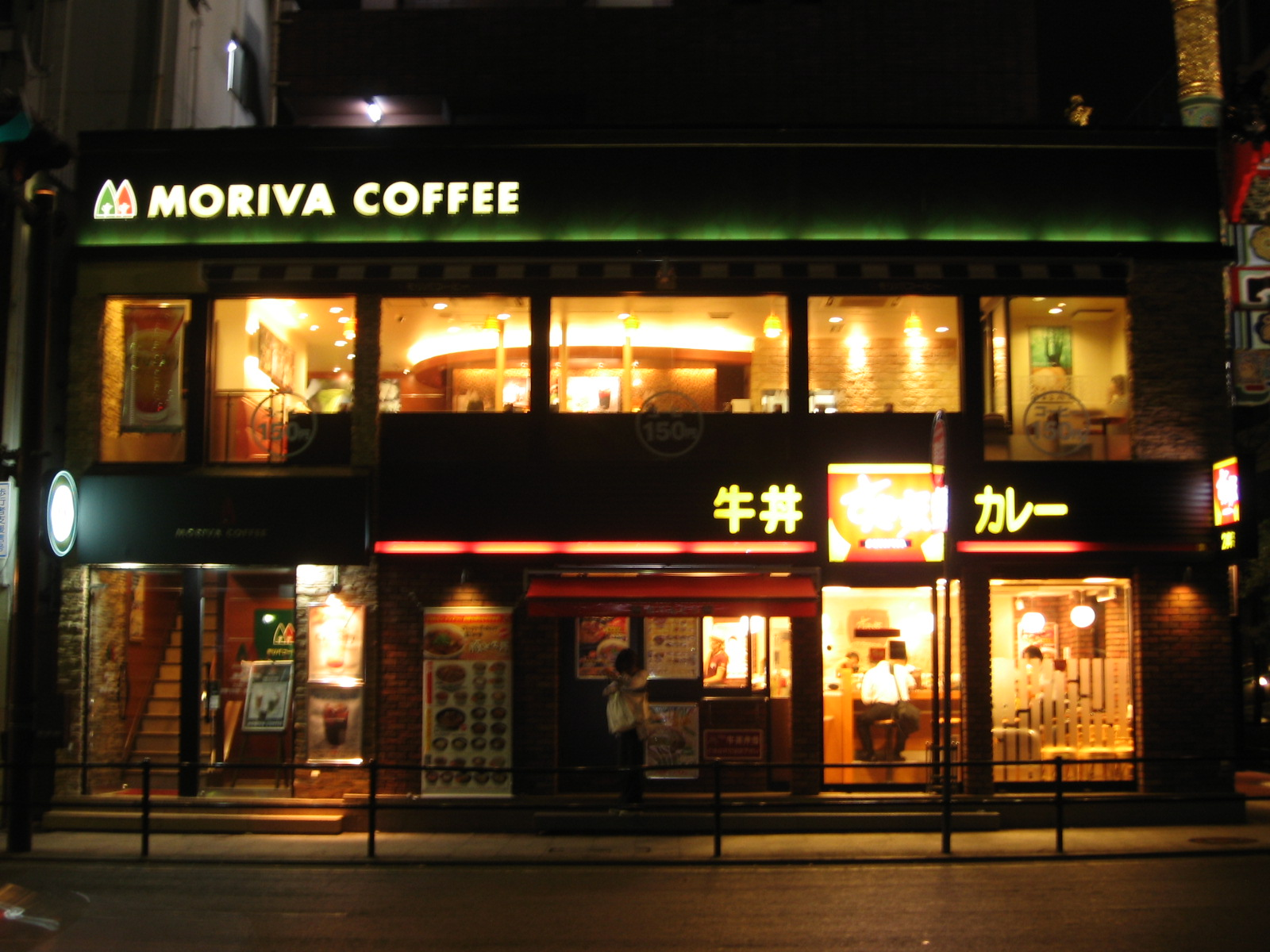
一家與摩斯漢堡共同營業的併用型店舗（横浜山下町店）
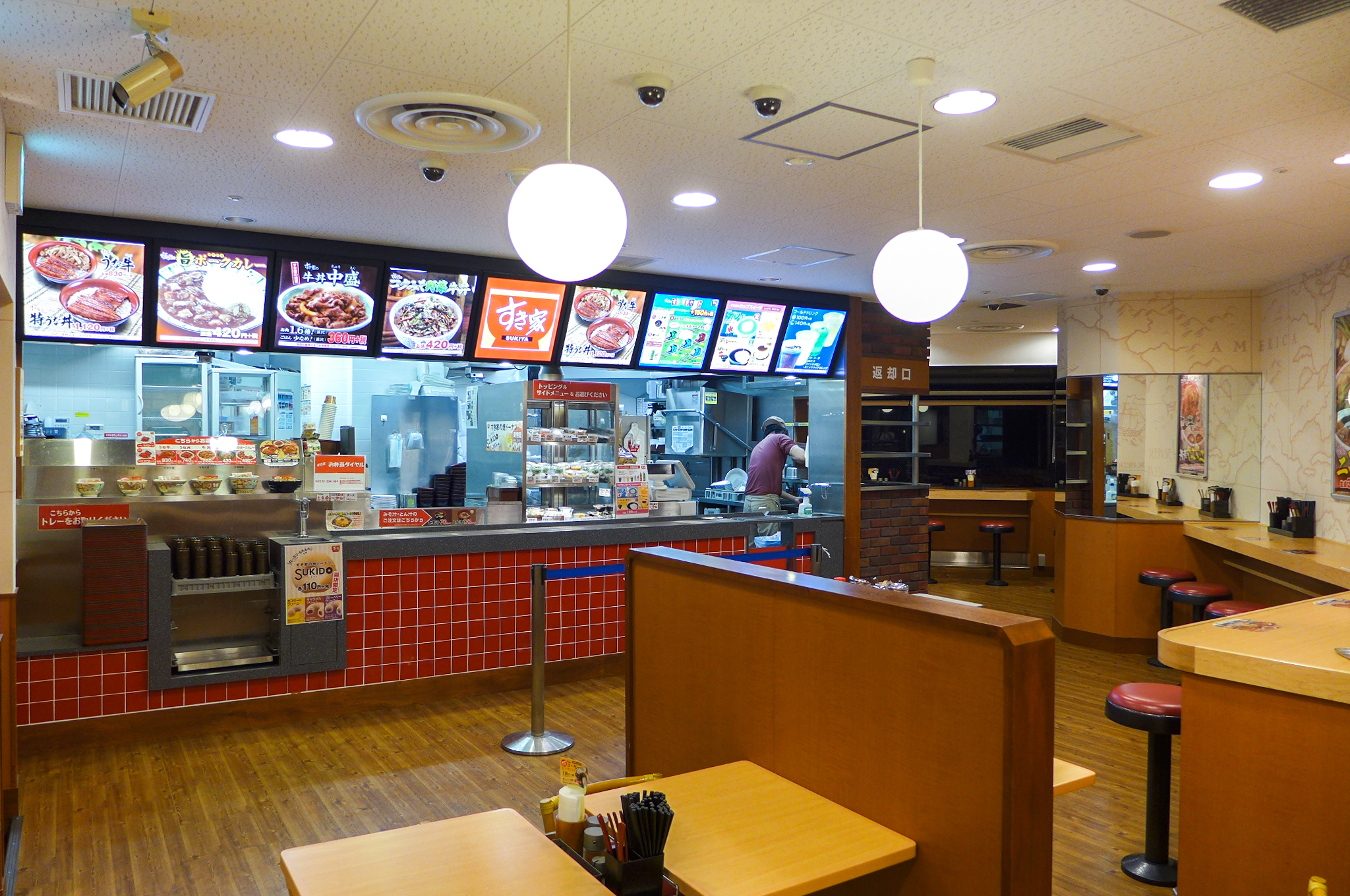
店铺内景（大阪市TWIN21店）
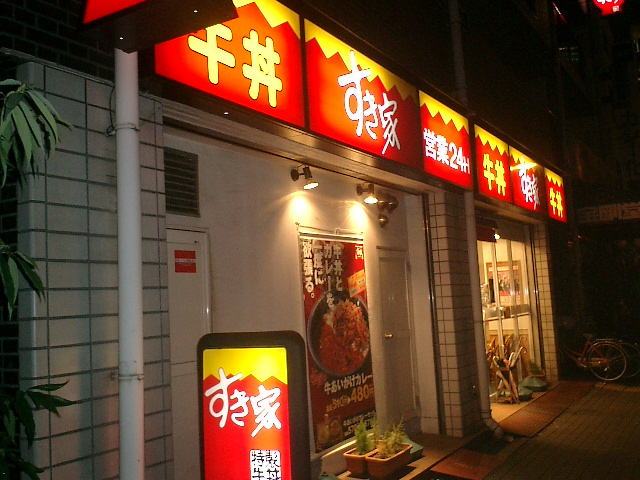
店舖夜景（关目店）

### 日本海外

#### 台灣
- 2013年4月15日：日商善商控股（日语：ゼンショー）在臺灣成立「台灣善商股份有限公司」。
- 2014年7月3日：すき家進入台灣市場。同月10日，位於台北市捷運古亭站旁的台灣1號店正式營業。
- 2017年5月10日：すき家於公館店開設分店。
- 2017年6月18日：すき家於頂埔店開設分店。
- 2017年7月24日：すき家於新埔店開設分店。
- 2017年9月10日：すき家於松山站前店開設分店。
- 2018年8月30日：於台中軟體園區店開設分店[2]。
- 2024年11月1日：すき家於高雄三民九如店開設南部首家分店。

#### 中國大陸
到2020年10月為止，食其家在上海、江苏、浙江、北京、天津、河北、遼寧、广东、山東、四川及重慶等有共296家分店。

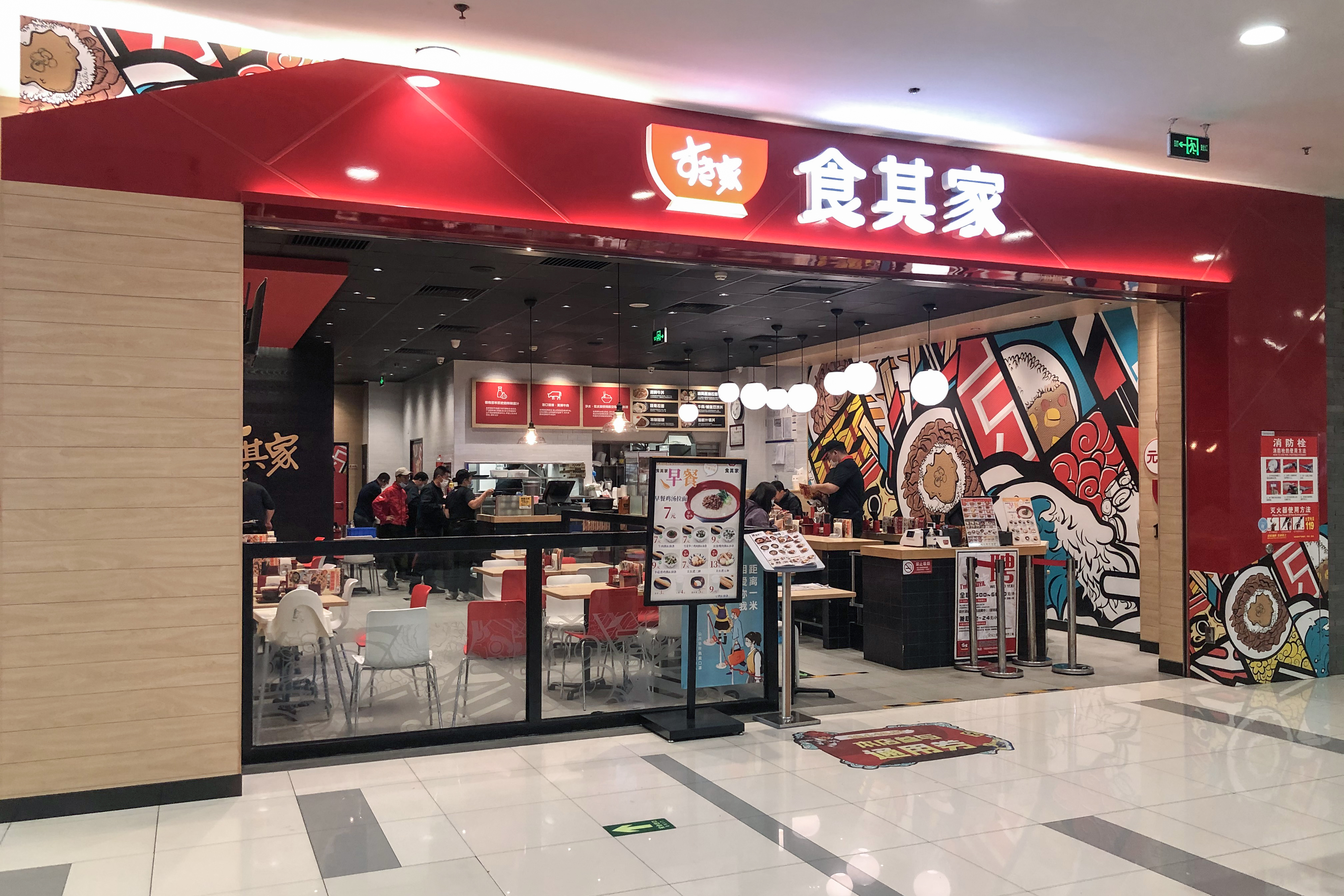
北京凯德MALL太阳宫店
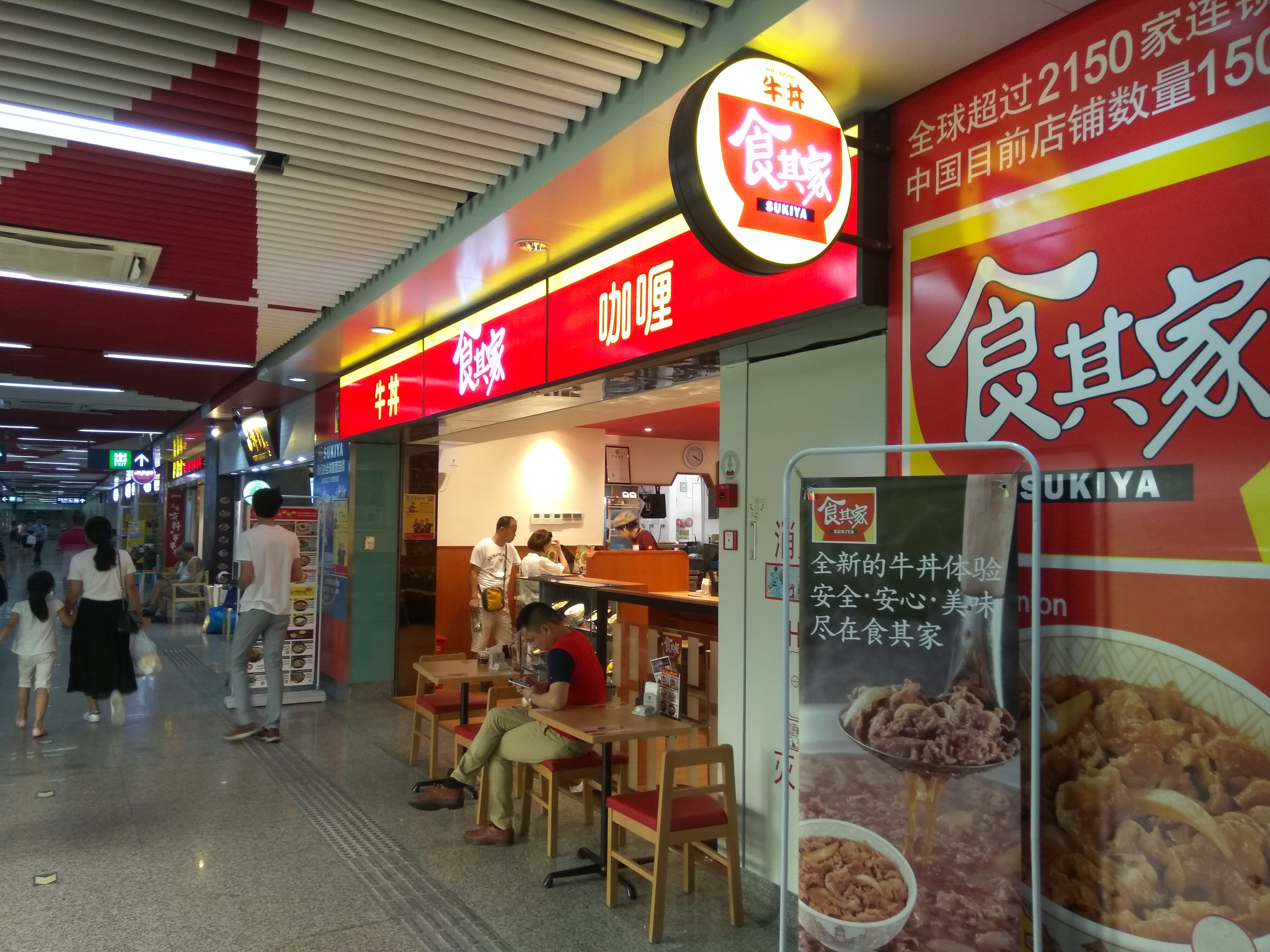
杭州地铁1号线凤起路站店
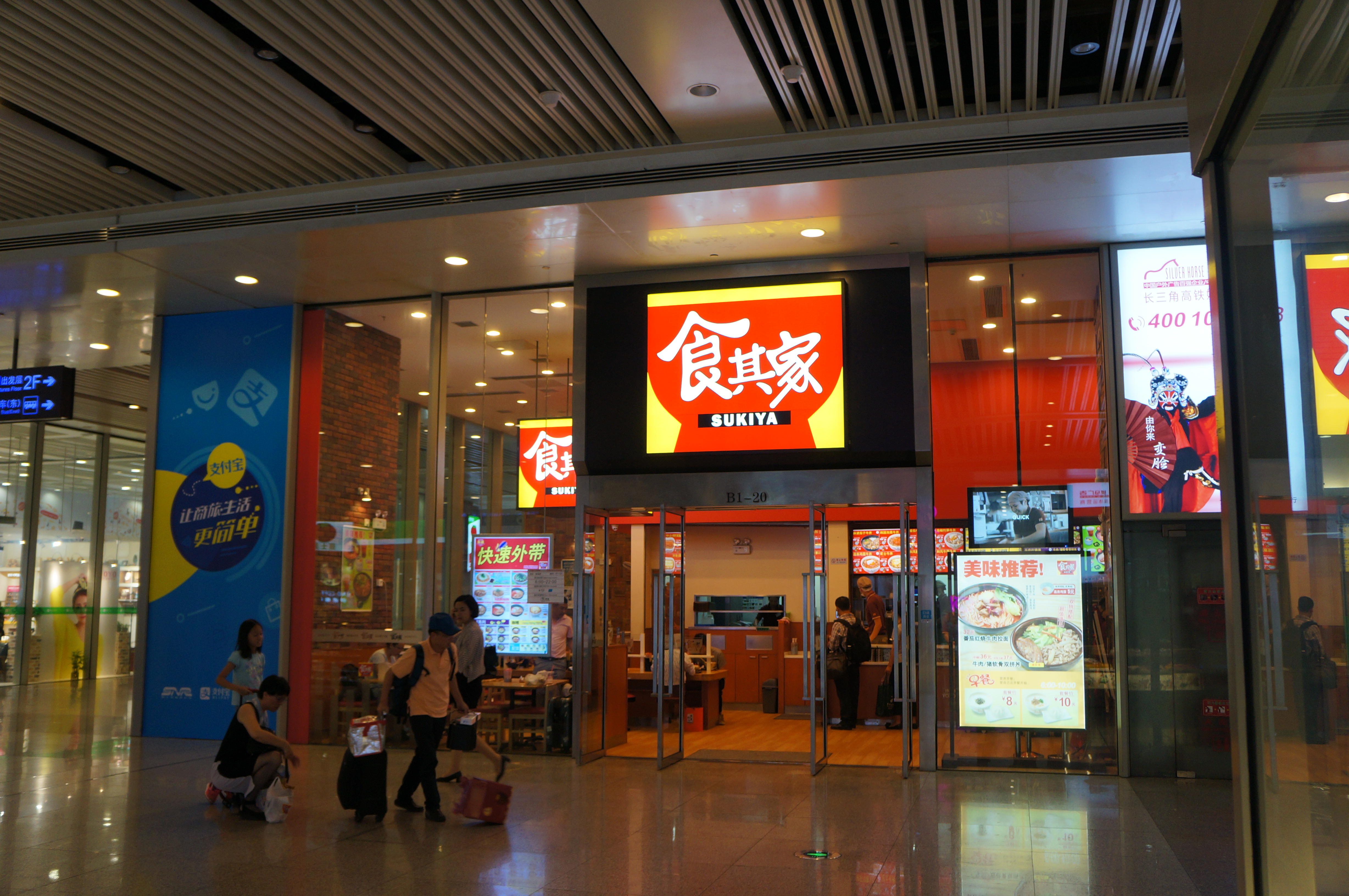
上海虹桥站店
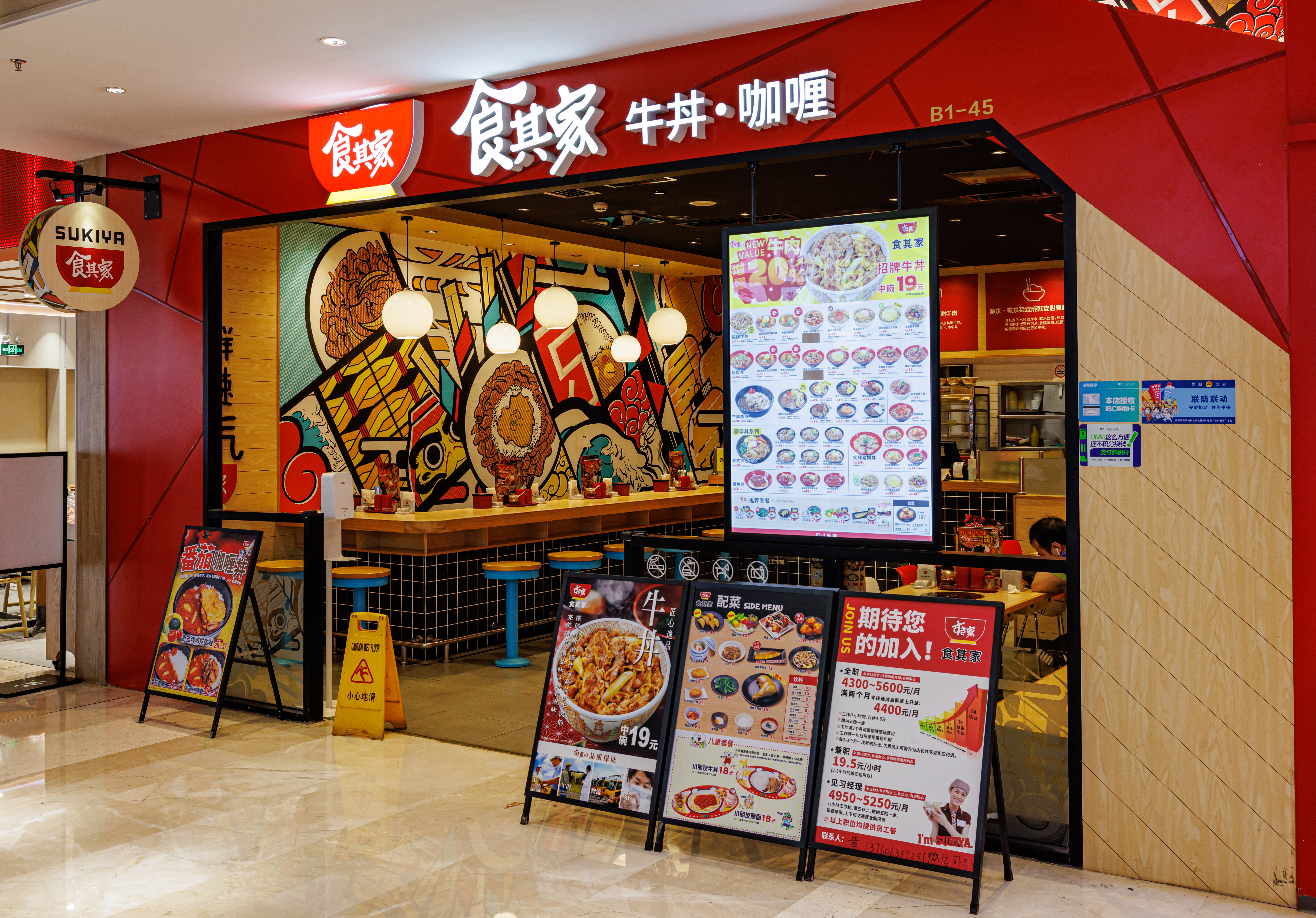
深圳水貝IBC店

#### 香港

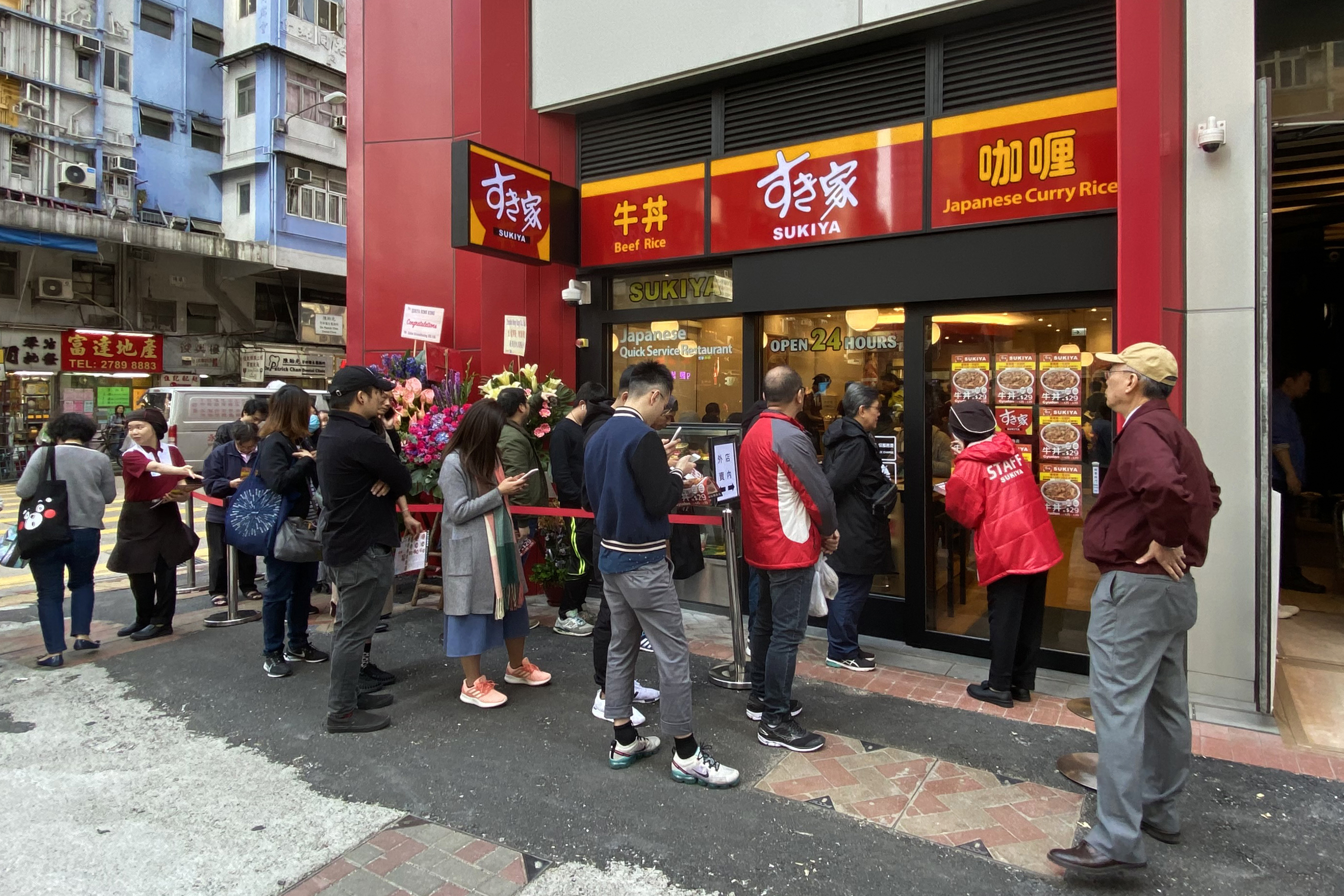
首間香港分店於旺角亞皆老街31號

- 2019年7月，すき家表示於年底在香港開設首間分店，由日本直營，並由子公司「ZENSHO Hong Kong Co. Limited」負責管理。
- 2019年12月12日，すき家首間香港分店於旺角亞皆老街31號（近新填地街路口）地下正式開業，實用面積約1500呎，為24小時營業[3] ，名稱主要使用英文「Sukiya」或是日文「すき家」，未有標示中文名。
- 2020年8月6日，在紅磡黃埔天地時尚坊地下開設第二分店。
- 2020年10月15日，在油麻地彌敦道560號譽發廣場地下開設第三分店。為24小時營業。 [4]
- 2022年8月11日，在將軍澳TKO Spot 2樓開設第四分店。
- 2022年11月10日，在尖沙咀金馬倫道38-40號金龍中心地下開設第五分店。為24小時營業。
- 2023年1月12日，在觀塘區佐敦谷淘大商場三期地下開設第六分店。
- 2023年4月12日，在鰂魚涌康怡廣場（南）地下開設第七分店。
- 2023年6月8日，在灣仔莊士敦道138號恆生莊士敦道大廈地下開設第八分店。為24小時營業。
- 2023年8月17日，在黃大仙區樂富廣場開設第九分店。
- 2023年11月6日，在調景嶺彩明商場2樓開設第十分店。
- 2024年7月18日，在沙田區馬鞍山馬鞍山廣場3樓開設第十一分店。
- 2024年9月10日，在葵青區青衣島青衣城1期3樓開設第十二分店。
- 2024年11月6日，在荃灣沙咀道298號翡翠廣場地下A及B舖開設第十三分店。為24小時營業。
- 2025年1月17日，在沙田新城市廣場三期2樓A237舖開設第十四分店。
- 2025年2月14日，在大埔新達廣場1樓052舖開設第十五分店。
- 2025年5月2日，在佐敦彌敦道238號地下5-7舖開設第十六分店。為24小時營業。
- 2025年5月27日，在荃灣荃灣廣場L2樓217-220號舖開設第十七分店。

## 事件
2025年1月21日，位于日本鸟取县的鸟取南吉方店因顾客食用之味噌汤混入老鼠，事后经调查确认，员工未能确认碗内状况，导致该店暂时关闭两天进行清洁和员工培训，食其家直到3月22日才公开承认此事。
2025年3月28日，位于东京昭岛站的食其家门店接到外卖顾客的电话，称在汤里发现了一只蟑螂。事后门店向顾客道歉并退还款项，同时召回产品，并自3月31日至4月4日上午9点关闭除极少数开设在购物中心内门店外的日本所有门店进行检查。

## 外部連結
日本
- 官方网站
- すき家【公式】的X（前Twitter）
- YouTube上的食其家頻道

中国
- 食其家（中国） （页面存档备份，存于）（简体中文）

台灣
- 台灣すき家 SUKIYA 官方網站 （页面存档备份，存于）（繁體中文）
- Sukiya Taiwan - すき家 台灣的Facebook專頁

香港
- 香港すき家 SUKIYA 官方網站 （页面存档备份，存于）（繁體中文）